# 萨雷布拉克 (玛纳斯区)
萨雷布拉克（Sary-Bulak，意为“黄色的跳蚤”）是吉尔吉斯斯坦塔拉斯州玛纳斯区下辖的一个村。根据2009年吉尔吉斯共和国人口普查，全村人口为194人。